# Julia Beljajeva
Julia Beljajeva (* 21. Juli 1992 in Tartu) ist eine estnische Degenfechterin. Sie wurde mehrfach Welt- und Europameisterin sowie 2020 Olympiasiegerin mit der Mannschaft.

## Erfolge
Julia Beljajeva begann 2002 mit dem Fechten. Ihre ersten internationalen Erfolge erfocht die Rechtshänderin bei Europameisterschaften. 2012 gewann sie mit der Mannschaft in Legnano die Bronzemedaille, im Jahr darauf wurde sie mit der Mannschaft in Zagreb Europameister. In Budapest wurde sie zudem im selben Jahr nach einem 15:14-Finalsieg über Anna Siwkowa Weltmeisterin. 2014 gelang ihr in Kasan bei der Weltmeisterschaft mit der Mannschaft der Gewinn der Silbermedaille. Ebenfalls Silber mit der Mannschaft gewann sie 2015 sowohl bei den Europameisterschaften in Montreux als auch bei den Europaspielen in Baku. Bei der Europameisterschaft 2016 wurde sie mit der Mannschaft zum zweiten Mal Europameister. Zudem nahm sie in dem Jahr an den Olympischen Spielen in Rio de Janeiro teil. Im Einzel erreichte sie lediglich den 29. Rang, mit der Mannschaft verpasste sie einen Medaillengewinn knapp. Nach einem knappen 27:26-Erfolg über Südkorea im Viertelfinale folgte im Halbfinale gegen China eine 36:45-Niederlage, das Gefecht um Bronze gegen Russland ging mit 31:37 verloren. Im Jahr darauf gewann sie ihre erste Einzelmedaille bei Europameisterschaften, als sie in Tiflis Bronze gewann. Auch bei der Weltmeisterschaft in Leipzig erfocht sie im Einzel Bronze. Mit der Mannschaft schnitt sie noch besser ab und wurde nach 2013 zum zweiten Mal Weltmeisterin. Die Europameisterschaften 2018 in Novi Sad schloss sie sowohl im Einzel als auch mit der Mannschaft auf dem Bronzerang ab. Bei den 2021 ausgetragenen Olympischen Spielen 2020 in Tokio gewann Beljajeva mit der Mannschaft die Goldmedaille und wurde Olympiasiegerin.
Beljajeva erhielt für ihre Erfolge in ihrem Heimatland zahlreiche Ehrungen. 2013 und 2017 wurde sie jeweils zur Sportlerin des Jahres gewählt, darüber hinaus wurde ihr diese Ehrung auch in der Mannschaftskategorie mit der Degen-Nationalmannschaft zuteil. Im Februar 2022 erhielt sie den Orden des weißen Sterns in der II. Klasse. In ihrer Geburts- und Heimatstadt Tartu wurde sie viermal zur Sportlerin des Jahres gewählt. Beljajeva ist verheiratet.

## Auszeichnungen
- Estlands Sportlerin des Jahres: 2013, 2017
- Estlands Mannschaft des Jahres: 2013, 2014, 2017 (jeweils mit Irina Embrich, Erika Kirpu und Kristina Kuusk)